# Jacques Dupuis (architecte)
Pour les articles homonymes, voir Jacques Dupuis et Dupuis (homonymie).
Jacques Dupuis, né à Quaregnon le 24 décembre 1914 et mort à Mons le 17 janvier 1984, est un architecte belge.
Considéré par beaucoup comme l’un des architectes belges de l’après-guerre les plus originaux, il réalisa des logements collectifs, des églises, des écoles, des centres sociaux, des infrastructures sportives et des maisons unifamiliales.

## Réalisations
- La façade du pavillon d'entrée de l'Expo '58 à Bruxelles (façade momentanée sur l'actuel Palais 5) ;
- plusieurs villas, dont l'habitation-atelier du peintre Gustave Camus à Mons (vers 1962).

De nombreuses œuvres de cet architecte sont un peu tombées dans l'oubli :
- quatre chapelles à Bertrix (1949-1959). Construites (avec Roger Bastin) comme chapelles votives après la Seconde Guerre mondiale elles furent classées au patrimoine de Wallonie en 2017.
- des habitations sont aussi rénovées au gré du désir des propriétaires actuels et sont parfois dénaturées.

Il semble cependant que la prise de conscience se fait jour : plusieurs œuvres ont été récemment[Quand ?] classées, comme la Villa Parador à Bruxelles et le 24-26 de la rue au Beurre de Bruxelles, et les chapelles de Bertrix en 2017.